# Миткевич-Волчанский, Владимир Арсеньевич
Владимир Арсеньевич Миткевич-Волчанский (1881 — 1920) — русский офицер, герой Первой мировой войны, участник Белого движения на Юге России.

## Биография
Из потомственных дворян. Уроженец Смоленска.
Окончил Орловский Бахтина кадетский корпус (1901) и Константиновское артиллерийское училище (1903), откуда выпущен был подпоручиком в 28-ю артиллерийскую бригаду. Участник русско-японской войны. Произведен в поручики 1 сентября 1906 года.
10 декабря 1909 года переведен в 28-й артиллерийский парк, 8 августа 1910 года — обратно в 28-ю артиллерийскую бригаду. Произведен в штабс-капитаны 1 сентября 1910 года, а 30 сентября того же года переведен в 1-ю гренадерскую артиллерийскую бригаду.
С началом Первой мировой войны, 26 декабря 1914 года переведен в 53-ю артиллерийскую бригаду. Удостоен ордена Святого Георгия 4-й степени
За то, что, вступив в бою под Куссеном 30 августа 1914 года, за убылью командира батареи, в командование батареей, продолжал неоднократно отбивать пехотное наступление, выказывая под сильным огнем противника особенное хладнокровие и мужество при управлении огнем батареи. Метким огнем рассеял обходящую пехотную колонну, обратив ее в бегство и уничтожив выезжавшую неприятельскую батарею, которая до конца боя не сделала ни одного выстрела; при наступлении же темноты поднял и повел в атаку прикрытие артиллерии против наседавшей неприятельской пехоты и отбросил ее. Лично участвовал в спасении при снятии с позиции на руках орудия, не имевшего лошадей.
Произведен в капитаны 30 июля 1915 года «за отличия в делах против неприятеля». Был в германском плену.
В Гражданскую войну участвовал в Белом движении, в Вооруженных силах Юга России и Русской армии — в 34-й артиллерийской бригаде, полковник. Награждён орденом Св. Николая Чудотворца
За то, что в бою 25 июля 1920 года при отходе под давлением красных от Корсунского Монастыря, он, во время нашей контр-атаки, лично вывел свои орудия в передовую цепь и, расстреливая в упор противника, задержал его наступление, чем дал возможность нашим частям войти в Корсунский Монастырь. Когда красным удалось обойти правый фланг Керчь-Еникальского полка, цепи которого начали отходить мимо орудий назад, он бросился к этим цепям, остановил их, привел в порядок и, не взирая на близость красной пехоты, двинул вперед для занятия позиции впереди орудий. В бою 2 августа 1920 года при атаке нами дер. Терлы в районе Каховки поддерживал огнем своей батареи атаку, а затем при начавшемся отходе наших частей до последней возможности оставался на позиции, нанося большие потери.
При эвакуации Русской армии остался в Крыму. 21 ноября 1920 года приговорен к ВМН, а 24 ноября расстрелян в Симферополе.

## Награды
- Орден Святого Станислава 3-й ст. с мечами и бантом (ВП 29.04.1907)
- Орден Святого Георгия 4-й ст. (ВП 13.01.1915)
- Орден Святой Анны 4-й ст. с надписью «за храбрость» (ВП 15.12.1905)
- Орден Святителя Николая Чудотворца (Приказ Главнокомандующего, № 3705, 7/20 октября 1920)